# La Neuville-Chant-d’Oisel
La Neuville-Chant-d’Oisel település Franciaországban, Seine-Maritime megyében. Lakosainak száma 2376 fő (2022. január 1.). La Neuville-Chant-d’Oisel Bourg-Beaudouin, Pîtres, Pont-Saint-Pierre, Radepont, Romilly-sur-Andelle, Boos, Mesnil-Raoul és Montmain községekkel határos.

## Népesség
A település népességének változása:
| Lakosok száma | 2263 | 2242 | 2264 | 2240 | 2282 | 2378 | 2378 | 2377 | 2376 |
|               | 2013 | 2015 | 2016 | 2017 | 2018 | 2019 | 2020 | 2021 | 2022 |